# Le Vrai du faux (film, 2023)
Ne pas confondre avec Le Vrai du faux sorti en 2014.
Pour plus de détails, voir Fiche technique et Distribution.
Le Vrai du faux est un film français réalisé par Armel Hostiou et sorti en 2023.

## Synopsis
Armel Hostiou enquête à Kinshasa afin de découvrir celui qui a usurpé son identité sur Facebook et qui invite des femmes à des castings en vue, prétend-il, du tournage d'un film en république démocratique du Congo.

## Fiche technique
- Titre : Le Vrai du faux
- Réalisation : Armel Hostiou
- Photographie : Armel Hostiou et Élie Mbansing
- Son : Amaury Arboun et Arnaud Marten
- Mixage : Gilles Benardeau
- Montage : Mario Valero
- Production : Bocalupo Films
- Pays de  production :  France
- Genre : documentaire
- Durée : 82 minutes
- Date de sortie :
  - France : 7 juin 2023

## Distribution
- Armel Hostiou
- Cromix Onana Genda Cristo
- Peter Shotsha Olela
- Sarah Ndele

## Sélection
- Cinéma du réel 2023[1]